# Stazione di Fagnano-Campana
Stazione di Fagnano-Campana vasútállomás Olaszországban, Fagnano Alto település Campana frazionéjában.

## Vasútvonalak
Az állomást az alábbi vasútvonalak érintik:
- Terni–Sulmona-vasútvonal

## Kapcsolódó állomások
A vasútállomáshoz az alábbi állomások vannak a legközelebb:
- Stazione di Fontecchio
- Stazione di San Demetrio de' Vestini